# مؤتمر مواطنين من أجل المناخ
مؤتمر مواطنين من أجل المناخ هو مؤتمر للمواطنين عُقدت في عامي 2019 و2020، وناقشت سُبل خفض انبعاثات الكربون في فرنسا بنسبة 40% عن مستوياتها في عام 1990.
انطلق المؤتمر استجابةً للاحتجاجات الشعبية التي قادتها حركة السترات الصفراء على ضريبة الوقود. وقد صُمم المؤتمر على غرار عدد من التجارب الشعبية الأخرى المعروفة باسم مجالس المواطنين. ضم المؤتمر بين أعضائه 150 مواطنًا أختيروا عشوائيًا لكي يكونوا ممثلين للجمهور الفرنسي من خلال ستة تقسيمات سكانية تتعلق بالجنس، والعمر، والخلفية الاجتماعية والاقتصادية، ومستوى التعليم، ونوع الموقع، والمقاطعة. وقد ساهم في إقامة المؤتمر عدد من اللجان، مثل لجنة الحوكمة، إلى جانب فريق من الخبراء الذين قدموا التوجيه والمساعدة التنظيمية، بالإضافة إلى هيئة ضامنة للحفاظ على استقلالية المؤتمر، ومجلس قانوني للمؤتمر. وقد انقسم الأعضاء أنفسهم إلى مجموعات عمل للمناقشة حول خمس قضايا ترتبط بموضوع تغير المناخ، وهي:
- الغذاء
- السكن
- التوظيف
- النقل
- الاستهلاك

قُسمت أعمال المؤتمر في البداية إلى ست جلسات، مع جلسة سابعة رسمية إضافية وثلاث جلسات غير رسمية، منها جلستين افتراضيتين عُقدتا بين الجلسة السادسة والسابعة، وجلسة ثامنة لتقييم مشروع قانون المناخ المقترح من الحكومة. كانت الجلسات في البداية تُعقد كل عطلة نهاية أسبوع ثالثة بدءًا من عطلة نهاية الأسبوع الموافقة 5 أكتوبر (تشرين الأول) 2019، غير أن عقد الجلسة الرابعة تأخر بسبب احتجاجات المعاشات التقاعدية التي اندلعت خلال شهري ديسمبر (كانون الأول) 2019 ويناير (كانون الثاني) 2020، ثُم تأخرت الجلسة السابعة بسبب جائحة كوفيد-19.
ركزت الجلسة الأولى من جلسات مؤتمر مواطنين من أجل المناخ على تحديد دور الجمعية، وركزت الجلسة الثانية على أكبر الأسئلة التي سيحاول المؤتمر الإجابة عليها، وتضمنت الجلسة الثالثة العديد من الاجتماعات مع خبراء خارجيين ثُم حددت الجلسة الرابعة آلية العمل داخل مجموعات العمل الخمس، وقد أقيمت هذه الجلسة في حضور الرئيس الفرنسي إيمانويل ماكرون. أنهى الأعضاء مقترحاتهم خلال الجلسة الخامسة، وقدموها خلال الجلسة السادسة، وصوتوا عليها في الجلسة السابعة. وقد وافقت الجمعية في المجمل على 149 مقترحًا من خلال مجموعات العمل، والتي وعد الرئيس الفرنسي إيمانويل ماكرون بتنفيذ 146 مقترحا منها.
وفي أعقاب مؤتمر مواطنين من أجل المناخ، أفادت وسائل الإعلام بوجود توتر متزايد في العلاقة بين أعضاء المؤتمر وأعضاء البرلمان الفرنسي، بعدما شعر أعضاء المؤتمر بفشل البرلمان الفرنسي في تمرير مبادراتهم والتحلي بالجرأة الكافية في مناقشة مقترحاتهم. وعندما أعلن البرلمان الفرنسي عن مشروع القانون الذي كُتب ردًا على مقترحات المؤتمر، استشاط العديد من أعضاء المؤتمر غضبًا لعدم تضمينه العديد من أحكامهم الرئيسية. وخلال الجلسة الثامنة غير الرسمية من مؤتمر مواطنين من أجل المناخ، منح العديد من أعضاء المؤتمر البرلمان درجة رسوب لعدم قدرته على إقرار مقترحاتهم. اجتذب مؤتمر مواطنين من أجل المناخ اهتمام الكثير من الباحثين، وخاصةً الباحثين في الديمقراطية التداولية والتشاركية. وقد ظهرت مجموعة متزايدة من المؤلفات التي كتبها منظرون ديمقراطيون بعد أن تابع العديد منهم جلسات المؤتمر شخصيًا، حول ما يعنيه المؤتمر لمستقبل الديمقراطية وتقييم نجاحاتها وإخفاقاتها.